# WWE 프리 포 올
프리 포 올(Free for All)은 WWE의 프로그램으로 30분동안 진행되는 페이 퍼 뷰 프리뷰 형식의 프로그램이다. 1996년 1월 21일부터 방영이 시작되었다.